# Liste der Baudenkmale in Diepenau
In der Liste der Baudenkmale in Diepenau sind alle Baudenkmale der niedersächsischen Gemeinde Diepenau aufgelistet. Die Quelle der Baudenkmale ist der Denkmalatlas Niedersachsen. Der Stand der Liste ist der 18. Februar 2021.

## Allgemein
In den Spalten befinden sich folgende Informationen:
- Lage: die Adresse des Baudenkmales und die geographischen Koordinaten. Kartenansicht, um Koordinaten zu setzen. In der Kartenansicht sind Baudenkmale ohne Koordinaten mit einem roten Marker dargestellt und können in der Karte gesetzt werden. Baudenkmale ohne Bild sind mit einem blauen Marker gekennzeichnet, Baudenkmale mit Bild mit einem grünen Marker.
- Bezeichnung: Bezeichnung des Baudenkmales
- Beschreibung: die Beschreibung des Baudenkmales. Unter § 3 Abs. 2 NDSchG werden Einzeldenkmale und unter § 3 Abs. 3 NDSchG Gruppen baulicher Anlagen und deren Bestandteile ausgewiesen.
- ID: die Objekt-ID des Baudenkmales
- Bild: ein Bild des Baudenkmales, ggf. zusätzlich mit einem Link zu weiteren Fotos des Baudenkmals im Medienarchiv Wikimedia Commons. Wenn man auf das Kamerasymbol klickt, können Fotos zu Baudenkmalen aus dieser Liste hochgeladen werden:

## Diepenau

### Gruppen baulicher Anlagen

#### Gruppe: Posthalterei
Die Gruppe „ehemalige Posthalterei“ hat die ID im Denkmalatlas 31036973.

| Lage                                        | Bezeichnung | Beschreibung                                                                        | ID       | Bild |
| ------------------------------------------- | ----------- | ----------------------------------------------------------------------------------- | -------- | ---- |
| Lange Straße 48 52° 25′ 11″ N, 8° 43′ 10″ O | Wohnhaus    | Ende des 18. Jahrhunderts erbautes, zweigeschossiges Fachwerkhaus der Posthalterei. | 31059737 | BW   |
| Lange Straße 48 52° 25′ 12″ N, 8° 43′ 9″ O  | Speicher    | Ende des 18. Jahrhunderts erbauter Fachwerkspeicher                                 | 31060226 | BW   |

### Einzeldenkmale
| Lage                                                           | Bezeichnung | Beschreibung | ID       | Bild |
| -------------------------------------------------------------- | ----------- | --- | -------- | ---- |
| Landesstraße 348, Kilometer 31,307 52° 24′ 50″ N, 8° 42′ 20″ O | Grenzstein  | Grenzstein an der Grenze des Königreichs Hannover (Amt Diepenau) und des Königreichs Preußen (Kreis Minden). |          | BW   |
| Lange Straße 34 52° 25′ 13″ N, 8° 43′ 17″ O                    | Wohnhaus    | Nach einem Brand 1822 wiederaufgebauter, eingeschossiger traufständiger Ziegelfachwerkbau unter Halbwalmdach mit S-Pfannendeckung und schlichter symmetrischer Straßenfassade.                                   | 31059716 | BW   |
| Lange Straße 45 52° 25′ 9″ N, 8° 43′ 8″ O                      | Wohnhaus    | Anfang des 18. Jahrhunderts, traufständiger und von der Straße weit zurückgesetzter Gefügebau auf hohem Feldsteinsockel mit Aufzugserker in der straßenseitigen Dachfläche.                                      | 31059780 | BW   |
| Lange Straße 47 52° 25′ 9″ N, 8° 43′ 7″ O                      | Wohnhaus    | Auf 1740 datierter giebelständiger eingeschossiger Ziegelfachwerkbau unter ziegelgedecktem Halbwalmdach mit rückwärtigem, teilweise massiven Giebel. Anbau in Ziegelfachwerk mit Längseinfahrt datiert auf 1644. | 31059759 | BW   |

## Bramkamp

### Einzeldenkmal
| Lage                                       | Bezeichnung              | Beschreibung | ID       | Bild |
| ------------------------------------------ | ------------------------ | --- | -------- | ---- |
| Zum Bramkamp 1 52° 25′ 41″ N, 8° 45′ 43″ O | Wohn-/Wirtschaftsgebäude | In der zweiten Hälfte des 18. Jahrhunderts erbautes Hallenhaus in Zweiständerkonstruktion mit Vorschauer, Steilgiebel am Wirtschaftsteil. Die massive Erneuerung des Wohngiebels datiert auf 1888. | 31059674 | BW   |

### Ehemaliges Denkmal
| Lage                                           | Bezeichnung              | Beschreibung | ID | Bild |
| ---------------------------------------------- | ------------------------ | --- | -- | ---- |
| Bramkämper Brink 2 52° 25′ 41″ N, 8° 45′ 38″ O | Wohn-/Wirtschaftsgebäude | In der ersten Hälfte des 19. Jahrhunderts errichtetes Hallenhaus in Zweiständerkonstruktion mit Ziegelfachwerk und Satteldach. Am Wirtschaftsteil befindet sich ein Steilgiebel, am Wohngiebel ist ein Krüppelwalm festzustellen. Auf Grund der baulichen Veränderungen aus dem Verzeichnis der Kulturdenkmale entnommen. |    | BW   |

## Essern

### Ehemaliges Denkmal
| Lage       | Bezeichnung | Beschreibung | ID | Bild |
| ---------- | ----------- | --- | -- | ---- |
| Essern 34a | Hofanlage   | Für die Hofanlage wurde 1993 eine Abbruchgenehmigung erteilt, sodass die Gruppe aus dem Verzeichnis der Kulturdenkmale entnommen wurde. |    |      |

## Lavelsloh

### Gruppen baulicher Anlagen

#### Gruppe: jüdischer Friedhof
Die Gruppe „jüdischer Friedhof“ hat die ID im Denkmalatlas 31035978.

| Lage                                  | Bezeichnung | Beschreibung | ID       | Bild |
| ------------------------------------- | ----------- | --- | -------- | ---- |
| Fiefhusen 52° 25′ 25″ N, 8° 44′ 57″ O | Friedhof    | Jüdischer Friedhof Lavelsloh, Anlage auf einer schmalen langgestreckten Parzelle mit einer geschnittenen Hecke und drei älteren Torpfeiler. Insgesamt 28 Grabsteine der 1840er Jahre bis 1933. Einzelne davon sind ornamentiert. | 31035978 | BW   |

### Einzeldenkmale
| Lage                                                         | Bezeichnung        | Beschreibung | ID       | Bild |
| ------------------------------------------------------------ | ------------------ | --- | -------- | ---- |
| Kirchstraße 52° 25′ 4″ N, 8° 44′ 17″ O                       | Kirche             | Daniels-Kirche Lavelsloh, 1640 errichteter schlichter verputzter Saalbau mit Satteldach und gedrungenem quadratischem Westturm und Pyramidendach. Umgeben von einem kleinen Kirchhof mit altem Baumbestand und einigen Grabmalen des 19. Jahrhunderts.                                  | 31059818 |      |
| Kirchstraße 16 52° 25′ 6″ N, 8° 44′ 17″ O                    | Pfarrhaus          | Mitte des 19. Jahrhunderts errichteter, eingeschossiger Ziegelsteinbau unter Satteldach mit Rundbogenfenster und sparsamem Fassadenschmuck durch Ziegelsteinziersetzung. | 31059880 | BW   |
| Kreisstraße 343, Kilometer 0,000 52° 23′ 45″ N, 8° 46′ 34″ O | Grenzstein         | Grob behauener Stein mit rechteckigem Querschnitt und parallelen vertikalen Kanten an der historischen Kreisgrenze Stolzenau zum Kreis Minden (beide aufgelöst); zugleich ehemalige preußische Provinzgrenze.                                                                           | 31060173 | BW   |
| Hauptstraße 2 52° 25′ 20″ N, 8° 43′ 41″ O                    | Windmühle          | In der zweiten Hälfte des 19. Jahrhunderts erbauter, weitgehend intakter Galerieholländer mit einem allseitigen Plattenbehang. Der Unterbau ist massiv und verputzt. | 31059900 |      |
| Mindener Straße 4(?) 52° 25′ 7″ N, 8° 44′ 58″ O              | Mühle mit Sägewerk | Zweieinhalbgeschossiger Ziegelbau mit Satteldach. Am rückwärtigen Giebel befindet sich der Anbau der Sägerei. Der Mühlentrakt hat eine ansprechende Gestaltung. Das Sägerei ist im Erdgeschoss offen, das Obergeschoss ist in Holzkonstruktion gehalten. Erhalten sind zwei Sägegatter. | 31060126 | BW   |
| Mühlenstraße 1 52° 25′ 17″ N, 8° 43′ 54″ O                   | Speicher           | 1814 errichteter, ungewöhnlich großer zweistöckiger Speicher in markanter Lage am Ortseingang in Ziegelfachwerk. Das Obergeschoss ist allseitig vorgekragt unter Satteldach. | 31059859 | BW   |

## Nordel

### Einzeldenkmale
| Lage                                       | Bezeichnung              | Beschreibung | ID       | Bild |
| ------------------------------------------ | ------------------------ | --- | -------- | ---- |
| Dörperort 2 52° 27′ 10″ N, 8° 43′ 37″ O    | Nebengebäude             | | 31060312 | BW   |
| Dörperort 2 52° 27′ 10″ N, 8° 43′ 37″ O    | Nebengebäude             | | 31060295 | BW   |
| Dörperort 4 52° 27′ 12″ N, 8° 43′ 35″ O    | Backhaus                 | | 31060033 | BW   |
| Dörperort 7 52° 27′ 7″ N, 8° 43′ 34″ O     | Wohn-/Wirtschaftsgebäude | 1789 errichtetes Hallenhaus in Zweiständerbauweise mit Vorschauer und Halbwalmdach. Der Dachstuhl wurde bei einem Brand 1995 zerstört.                     | 31060012 | BW   |
| Dörperort 10a 52° 27′ 8″ N, 8° 43′ 31″ O   | Speicher                 | | 31059996 | BW   |
| Dorfstraße 23 52° 27′ 15″ N, 8° 43′ 33″ O  | Wohn-/Wirtschaftsgebäude | 1833 erbautes Hallenhaus in Zweiständerkonstruktion mit Vorschauer und Halbwalmdach.                                                                       | 31060052 | BW   |
| Dorfstraße 23 52° 27′ 16″ N, 8° 43′ 34″ O  | Nebengebäude             | | 31060073 | BW   |
| Dorfstraße 26 52° 27′ 16″ N, 8° 43′ 38″ O  | Wohn-/Wirtschaftsgebäude | In der zweiten Hälfte des 18. Jahrhunderts errichtetes Hallenhaus in Zweiständerkonstruktion mit Vorschauer, Halbwalmdach, Reetdeckung und moderne Gauben. | 31060089 | BW   |
| Dorfstraße 26a 52° 27′ 16″ N, 8° 43′ 37″ O | Nebengebäude             | | 31060110 | BW   |
| Eichenallee 2 52° 27′ 7″ N, 8° 43′ 53″ O   | Speicher                 | Anfang des 19. Jahrhunderts errichteter, kleiner eingeschossiger Ziegelfachwerkbau unter Satteldach mit Giebelpfählen (möglicherweise zerstört).           |          | BW   |
| Eichenallee 4 52° 27′ 7″ N, 8° 43′ 50″ O   | Backhaus                 | | 31059942 | BW   |
| Neustadt 3 52° 26′ 54″ N, 8° 44′ 0″ O      | Wohn-/Wirtschaftsgebäude | Auf 1869 datiertes kleines Hallenhaus in Zweiständerbauweise mit Vorschauer und Halbwalmdach.                                                              | 31059958 | BW   |

### Ehemalige Denkmale
| Lage                                    | Bezeichnung              | Beschreibung                                                                                        | ID | Bild |
| --------------------------------------- | ------------------------ | --------------------------------------------------------------------------------------------------- | -- | ---- |
| Dörperort 2 52° 27′ 11″ N, 8° 43′ 37″ O | Wohn-/Wirtschaftsgebäude | 1721 erbauter Zweiständerbau. Überprägt und daher aus dem Verzeichnis der Kulturdenkmale entnommen. |    | BW   |

## Steinbrink
| Lage                                                           | Bezeichnung | Beschreibung | ID | Bild |
| -------------------------------------------------------------- | ----------- | --- | -- | ---- |
| Landesstraße 343, Kilometer 13,941 52° 24′ 51″ N, 8° 42′ 20″ O | Grenzstein  | Quadratischer Stein mit parallelen vertikalen Kanten. Das Flachdach ist scharriert. Er markiert die historische Grenze zwischen dem Kreis Stolzenau und dem Kreis Sulingen. |    | BW   |